# عبء أميستاد
عبء أميستاد(Amistad Onus) (مأخوذة من اللاتينية وتعني: «عبء الولاء» أو «عبء الصداقة») هو الاسم اللاتيني للضريبة التي كان يفرضها أنصار المدرسة الميلسية. وسرعان ما انتشرت هذه الفكرة بعدما أصبح طلاب المدرسة الميلسية في مصاف العلماء وبحلول عام 318 قبل الميلاد كانت هذه الضريبة منتشرة في العديد من المذاهب وبين المعلمين الإغريق.

## الصورة الأصلية للضريبة
في أول الأمر كانت هذه الضريبة عبئًا يقع على عاتق الطلاب الذين يتبعون عالمًا أو مؤسسة لتوفير الموارد الكافية لتوفير أسباب الراحة للمعلمين. وجاء هذا الاسم من حقيقة أن هذه الضريبة كانت تنتشر بين أوساط الطلاب.

## الصورة الجديدة للضريبة
انتشر عبء أميستاد بعد أن تأثر العلماء بالمدرسة الميلسية وبدءوا في تبنيه وهذا ظهر جليًا في المؤسسات/المدارس الطبية الأولى.
ثم انتهى الأمر بتغير معنى وتعريف هذه الضريبة، وذلك عندما انتشر قسم أبقراط الطبي في مدارس الطب اليوناني القديم.
ثم أصبحت الضريبة طريقة لضمان رفاهية المدرسة بعد تخرج الطلاب وذلك بإجبار الطلاب على إرسال جميع رواتبهم إلى المدرسة قبل التصرف فيها، وحينئذ تقتطع المدرسة نسبة 17% كإيرادات مقابل استخدام اسم المدرسة في التسويق لأنفسهم، هذا إضافة إلى الدفع لاستخراج تفويض مكتوب / رخصة تجدد سنويًا لكي يكون للممارس الحق في ممارسة المهنة بوصفه ممثلاً للمدرسة وهذا يمثل ضمانًا لجودة الخدمة التي يقدمها ومن ثم يحسن من فرص كسب المزيد من العملاء.
وساعدت الضريبة أيضًا في المحافظة على شرف وسمعة المؤسسة التي تعلموا بها، حيث يمكن إيقاف أي ممارس ماليًا إذا ما توقف عن دفع راتبه للجامعة. ولكن هذا الأمر لم يدم طويلاً، فبعد تأسيس الإمبراطورية الرومانية التي أصبحت القوة العظمى في أوروبا بدأت المدارس الإغريقية في الانحدار وأخذت معها ذلك الإجراء الضريبي.

## الصورة الحديثة للضريبة
ومنذ ذلك الحين عادت الضريبة لتظهر مرة أخرى وأخذت مسمى جديدًا: فريضة الصداقة. وهذا النوع يطبق حاليًا على طلاب الطب في إمبريال كوليدج لندن (Imperial College London). وتنص الضريبة على أن أصدقاء الطب عليهم منح هبات منتظمة فيما بينهم، وذلك بسبب كثرة الفقر فيما بينهم بعد ست سنوات من رسوم الدراسة الجامعية، وبذلك تكون الدراسة أكثر إمتاعًا لهم.
وقد تأخذ الهبات صورًا متعددة منها الطعام (أي كميات هائلة من الكعك والكعك المُحلَّى) وقد يكون في صورة مساعدة الطلاب في المهام أو الأعمال الروتينية التي يصعب عليهم إكمالها بمفردهم.
ويُتشدد في أخذ الضريبة من طلاب الطب الكبار الذين تخرجوا من إمبريال؛ إذ إن هذا يسهم في إنماء روح الترابط بينهم وبين زملائهم. وهذه الضريبة أيضًا تساعد في تطوير مهارات الطلاب التي يحتاجونها ليعيشوا حياة كريمة وتزكّي روح العمل الجماعي الذي هو من الأمور الضرورية لنجاح أي طبيب إضافة إلى أنها تقلل من الضغط النفسي وترفع عبء العمل عن كاهل الطلاب. ولذا لا تجد هيئة التدريس بمدرسة الطب غضاضة في تطبيق ما يسمى بضريبة الصداقة في الكلية الإمبريالية للعلوم والتكنولوجيا والطب.
ونظرًا لشهرة هذه الضريبة كان من الطبيعي أن تصبح محل سخرية أحيانًا وأن تمارس أحيانًا أخرى في كثير من كليات الطب وليس في إمبريال وحدها.